# Keith Henson
Pour les articles homonymes, voir Henson.
Howard Keith Henson (né en 1942) est un ingénieur et écrivain américain ayant écrit sur l'extension de la vie, la cryonie, la mémétique et la psychologie évolutionnelle. En 1975, il fonde avec son épouse Carolyn Meinel la L5 Society qui assure la promotion de la colonisation de l'espace et qui fusionnera  par la suite avec la National Space Society. Plus récemment, ses critiques ouvertes et procédures judiciaires à l'encontre de la Scientologie lui ont valu une certaine médiatisation.

## Premières influences
Enfant, Keith Henson grandit dans un environnement militaire et fréquente sept écoles différentes avant le 7th grade. Son père, le lieutenant-colonel Howard W. Henson (1909-2001), décoré de l'armée de terre passa plusieurs années dans les services de renseignement. L'auteur de science-fiction Robert A. Heinlein joue un rôle majeur dans l'influence de ses jeunes années. Henson est diplômé du lycée Prescott après la retraite de son père, avant de fréquenter l'université d'Arizona où il obtient un diplôme d'électrotechnique.

## Henson contre la Scientologie
Henson est devenu un des acteurs centraux de la lutte continue opposant la Scientologie et ses détracteurs, souvent appelé Scientologie contre l'Internet.